# 국민행동본부
국민행동본부는 반공주의를 내세운 대한민국의 극우 사회단체로, 2001년 1월 예비역 육군 대령 출신 서정갑의 주도로 창설되었다.
월간조선과 조선일보에 김대중 정부와 노무현 정부의 햇볕 정책을 비난하는 광고를 게재하는 한편 3.1절과 광복절에 광화문 광장에서 시국선언 대회를 개최했다. 또한 대한민국 초대 대통령을 지냈던 이승만에 대한 재평가를 주장하고 국가보안법의 존속과 한미동맹에 대해 지지를 표하고 있다.

## 주요 활동
- 2006년 3월 1일에 주최한 행사에서 6.15 남북공동선언을 반역으로 규정하고, '연방제 적화음모 저지 국민대회'를 개최하였다.[4]
- 2006년 8월 11일 서울역 광장에서 '전시작전권 반환 반대집회'를 개최하였다.[5]
- 2007년에는 5·18을 다룬 영화 《화려한 휴가》를 "군인이 양민을 학살하는 것처럼 묘사해 군의 사기를 저하하고 예비역의 명예를 훼손했다"라는 주장과 함께 예비역장성들과 공동명의로 고소하기도 했다.[6][7]
- 2008년 6월 10일 서울시청 앞 광장에서 '법질서 수호와 FTA 비준촉구 대회'를 열면서, 미국산 쇠고기가 든 소시지 시식 행사를 벌였다. 이날 행사에서 촛불 집회 주동자 처벌과 MBC, KBS 해체를 주장하였다.[8]
- 2009년 3월 25일 "용산폭도들을 편드는 민주악당들. 폭도를 진압했다고 서울경찰청장을 몰아낸 한나라당. 그들이 국회의원 행세하는 곳, 이건 나라도 아닙니다!"라고 밝히며, "애국세력의 자위적 조치" 로 애국기동단을 발족한다고 밝혔다.[9]
- 2009년 6월 15일 덕수궁 앞의 고 노무현 전 대통령 분향소가 시민들에게 불편을 준다고 주장하며 분향소 철거를 요구하였다.[10]
- 2009년 6월 24일 새벽 비공식적으로 설치된 노무현의 분향소를 물리력을 동원하여 불법 철거하였다.[11]
- 2010년 7월 24일 사무실의 금색 현판이 2cm 정도 찌그러진 상태로 발견되어, 경찰이 수사에 나섰다.[12]

## 비판
- 2005년 8월 15일 광복절 서울역 집회를 취재하던 한겨레 신문 사진부 기자의 머리채를 잡고, 얼굴과 온몸을 때리고 30분간 위협하였다. 국민행동본부 참가자 20명은 "너희는 신문도 아니다. 빨갱이는 가라”는 폭언을 퍼부은 뒤 주먹을 휘둘렀다.[13]

## 구성
- 본부장 서정갑

## 저서
- 《광야의 외침》 (2006년)
- 《국민행동본부, 투쟁의 기록》 (2008년)